# Carmen Pellegrino
Carmen Pellegrino (Polla, 1977) è una scrittrice e storica italiana.

## Biografia
Originaria di Postiglione degli Alburni, centro cilentano al confine tra Campania e Basilicata, è nota anche per il suo campo d'interesse più recente, ossia l'attenzione dedicata alla memoria dei borghi abbandonati e alla scienza dell'abbandono, intesa come forma di recupero alla coscienza del vissuto storico dei luoghi, attività per la quale l'Istituto Treccani ha appositamente registrato il neologismo "abbandonologo".
Studiosa eclettica, dopo il saggio '68 napoletano. Conflitti sociali e lotte studentesche tra conservatorismo e utopie, del 2008, e numerosi contributi in antologie e opere collettanee, nel 2015 ha esordito in narrativa con il romanzo Cade la terra, vincendo il Premio Rapallo Carige nella sezione Opera Prima e il Premio selezione Campiello, entrando nella cinquina finalista del Premio Campiello  per il peculiare carattere innovativo dello stile. La narrazione prende forma intorno a un flusso di ricordi, nel passato di un paese in disfacimento, popolato ormai solo di ombre, che Pellegrino filtra attraverso la voce narrante di Estella, l’unico io che echeggia in tutte le sezioni del romanzo e che parla con i "suoi" fantasmi. In questo percorso a ritroso, verso la memoria dei luoghi e delle persone che li hanno popolati, è come si realizzasse la riscoperta di una vita clandestina, sotterranea e nascosta in tutto ciò che è in apparente rovina (nella nota finale del romanzo, l'autrice scrive: «Ho tratto dai ruderi una prospettiva capovolta, un invito alla resistenza: ho visto una possibilità nelle cose lasciate a perdersi, nell’inutile»). Il romanzo è stato tradotto in francese, è in corso di traduzione in inglese.
Nel 2014 e 2015 la scrittrice è intervenuta spesso in trasmissioni televisive, in particolare, su Rai Uno, ne Il caffè di Raiuno, narrando storie di borghi abbandonati e possibilità del loro recupero. Le stesse suggestioni le ha raccontate in radio, su Radio Rai.
Con il secondo romanzo, Se mi tornassi questa sera accanto, ha vinto la trentaduesima edizione del Premio Dessì nel 2017. Il titolo riprende l'incipit della poesia A mio padre di Alfonso Gatto, sintetizzando il senso di un romanzo sulla distanza tra gli esseri umani, a volte solo apparentemente abissale. In quella distanza vive Lulù, la protagonista, sulle sponde di un fiume lontano migliaia di chilometri dal fiumeterra che la legava al padre Giosuè Pindari (il quale, da uomo "appenninico", nella sua radicata fede per gli elementi terra e acqua, continua ad affidare alla corrente le sue lettere per la figlia: «Al fiume, affiderò le lettere, ciascuna in una bottiglia. Le darò al fiume, a quest’acqua che sgorga dalla terra. Sai, Lulù, ho fiducia nelle cose che vengono da lì: la terra non mi ha mai tradito»).
Nel 2018, con Concita De Gregorio - che ha promosso e coordinato l'idea editoriale - e altre autrici, ha pubblicato Princesa e altre regine, volume dedicato alle donne delle canzoni di Fabrizio de Andrè.
Nel 2021 ha pubblicato il romanzo La felicità degli altri, con cui ha vinto il Premio Letterario Internazionale Latisana per il Nord Est – Territorio Coop Alleanza 3.0 e per la seconda volta il Premio Selezione Campiello.
Scrive per il Corriere della Sera, inserto letterario La lettura, ed è autrice di numerosi saggi su riviste letterarie.

## Opere

### Saggi
- 68 napoletano, Tissi, Angelica, 2008 ISBN 978-88-7896-016-9.

### Romanzi
- Cade la terra[35], Milano, Giunti, 2015 ISBN 978-88-09-79254-8.
- Se mi tornassi questa sera accanto[36], Milano, Giunti, 2017 ISBN 978-88-09-81601-5
- La felicità degli altri, Milano, La nave di Teseo, 2021 ISBN 978-8834605189
- Dove la luce, Milano, La nave di Teseo, 2024, ISBN 978-88-34-61714-4

### Antologie
- Qui si chiama fatica: storie, racconti e reportage dal mondo del lavoro, Napoli, L'ancora del Mediterraneo, 2010 ISBN 978-88-8325-268-6.
- Princesa e altre regine, Aa.VV., a cura di Concita De Gregorio, Milano, Giunti, 2018 ISBN 978-88-09-86192-3.

### Curatele
- Non è un paese per donne: racconti di straordinaria normalità, Milano, Mondadori, 2011 ISBN 978-88-04-61288-9.